# Стефан Бъчваров
 Тази статия е за българския инженер и генерал.  За художника вижте Стефан Бъчваров (художник).  
Стефан Иванов Бъчваров е български инженер, доцент, офицер, генерал-майор.

## Биография
Роден е на 9 декември 1942 г. в град Варна. Средното си образование завършва в гимназия в родния си град. Завършва специалност „Изчислителна математика-производствен профил“ и втора специалност „Преподавател по изчислителна математика“ в Софийския университет „Св. Климент Охридски“. След като завършва, е разпределен в Института по управление на войските към Генералния щаб на българската народна армия. Там е научен сътрудник I ст. Командирован е през 1973 г. във Войските на Министерството на транспорта и е зачислен към тях със звание „капитан“, а от 1975 г. е началник на Учебния изчислителен център на Полувисшия железопътен институт „Тодор Каблешков“. Между 1985 и 1988 г. е началник на катедра „Програмиране и използване на изчислителни системи“. През 1988 г. защитава кандидатска (днес докторска) дисертация, а от 1990 г. е доцент по информатика. От 1988 до 1990 г. е началник на учебния отдел на Института. През 1992 г. е началник на отдел „Задочно обучение“. На 15 март 1992 г. като полковник е назначен за временно изпълняващ длъжността началник на Висшето транспортно училище, а от 1 юни същата година е на редовна позиция. Генерал-майор от 3 март 1993 г. На 21 октомври 1993 г. е освободен от кадрова военна служба. След това се занимава с частен бизнес. Бил е изпълнителен директор на „Прософт“ АД, „Експрес Консулт“ АД, „Инкомс Телеком“, „Авионамс“ АД и „Иммо Актива“ АД.